# Ardinghelli
Gli Ardingelli, anche detti Ardinghelli, furono una famiglia patrizia della Toscana, installatasi a San Gimignano e Firenze, con un importante ramo collaterale all'Aquila.

## Storia
La famiglia, di origine sassone, si trasferì in Italia nel X secolo al seguito dell'imperatore Ottone III e si stabilì nella città di Volterra; poiché di parte ghibellina, però, nel XII secolo gli Ardinghelli dovettero andar via dalla città guelfa e si instaurarono, con due diversi rami, a Firenze e a San Gimignano. In quest'ultima città furono molto attivi nella vita pubblica, tanto da diventare una delle famiglie capo-fazione (a testimonianza di ciò furono erette le due Torri degli Ardinghelli); a Firenze entrarono subito a far parte del governo della Repubblica, dando alla luce Priori, Gonfalonieri e importanti prelati, come il cardinale Niccolò Ardinghelli.
Nel XVI secolo un giovane del ramo fiorentino, Andrea, si insediò all'Aquila, dove diventò tesoriere della provincia di Abruzzo Ultra; da lui discese una dinastia nobiliare cittadina durata fino al XVIII secolo, estintasi proprio durante la costruzione del barocco palazzo Ardinghelli.

## Blasonatura

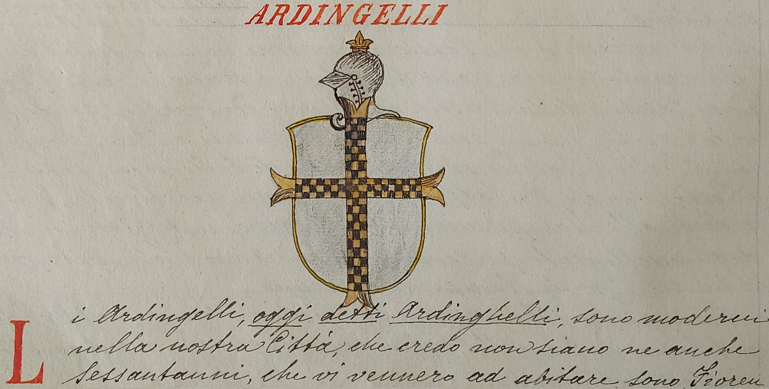
Stemma della famiglia Ardingelli o Ardinghelli presente nel manoscritto Historia dell'origine et fondazione della città dell'Aquila di Claudio Crispomonti

D'oro alla croce losangata d'argento e di verde, ma sono attestate anche variazioni dei colori sulla stessa base.

## Albero genealogico
Genealogia del ramo fiorentino:
|                                        |                                        |                        |                        |                   |                   |                        |                        |           |           |                                               |                                               |                   |                   |                  |                  |                            |                            |                                                                                   |                                                                                   |                                      |                                       |                                       |                                              |                                              |       |                         |                         |                                  |                                  |                                       |                                       |                                          |                                          |                                        |                                                |                                                                                             |                                                                                             |                                                    |                                                    |
|                                        |                                        |                        |                        |                   |                   |                        |                        |           |           |                                               |                                               |                   |                   |                  |                  |                            |                            |                                                                                   |                                                                                   |                                      |                                       |                                       |                                              |                                              |       |                         |                         | Donato                           |                                  |                                       |                                       |                                          |                                          |                                        |                                                |                                                                                             |                                                                                             |                                                    |                                                    |
|                                        |                                        |                        |                        |                   |                   |                        |                        |           |           |                                               |                                               |                   |                   |                  |                  |                            |                            |                                                                                   |                                                                                   |                                      |                                       |                                       |                                              |                                              |       |                         |                         |                                  |                                  |                                       |                                       |                                          |                                          |                                        |                                                |                                                                                             |                                                                                             |                                                    |                                                    |
|                                        |                                        |                        |                        |                   |                   |                        |                        |           |           |                                               |                                               |                   |                   |                  |                  |                            |                            |                                                                                   |                                                                                   |                                      |                                       |                                       |                                              |                                              |       |                         |                         |                                  |                                  |                                       |                                       |                                          |                                          |                                        |                                                |                                                                                             |                                                                                             |                                                    |                                                    |
|                                        |                                        |                        |                        |                   |                   |                        |                        |           |           |                                               |                                               |                   |                   |                  |                  |                            |                            |                                                                                   |                                                                                   | Niccolò Priore                       | Niccolò Priore                        |                                       |                                              |                                              |       |                         |                         | Lorenzo                          | Lorenzo                          |                                       |                                       |                                          |                                          |                                        |                                                |                                                                                             | Lapo Priore                                                                                 | Lapo Priore                                        |                                                    |
|                                        |                                        |                        |                        |                   |                   |                        |                        |           |           |                                               |                                               |                   |                   |                  |                  |                            |                            |                                                                                   |                                                                                   |                                      |                                       |                                       |                                              |                                              |       |                         |                         |                                  |                                  |                                       |                                       |                                          |                                          |                                        |                                                |                                                                                             |                                                                                             |                                                    |                                                    |
|                                        |                                        |                        |                        |                   |                   |                        |                        |           |           |                                               |                                               |                   |                   |                  |                  |                            |                            |                                                                                   |                                                                                   |                                      |                                       |                                       |                                              |                                              |       |                         |                         |                                  |                                  |                                       |                                       |                                          |                                          |                                        |                                                |                                                                                             |                                                                                             |                                                    |                                                    |
|                                        |                                        |                        |                        |                   |                   |                        |                        |           |           | Neri Priore sp. Betta di Vanni de' Cedernelli | Neri Priore sp. Betta di Vanni de' Cedernelli |                   |                   |                  |                  |                            |                            |                                                                                   |                                                                                   |                                      |                                       |                                       |                                              |                                              |       |                         |                         |                                  |                                  | Ubaldino Priore                       | Ubaldino Priore                       |                                          |                                          |                                        |                                                | Bernardo Priore e Gonfaloniere                                                              | Bernardo Priore e Gonfaloniere                                                              | Francesco Sindaco di San Gimignano                 | Francesco Sindaco di San Gimignano                 |
|                                        |                                        |                        |                        |                   |                   |                        |                        |           |           |                                               |                                               |                   |                   |                  |                  |                            |                            |                                                                                   |                                                                                   |                                      |                                       |                                       |                                              |                                              |       |                         |                         |                                  |                                  |                                       |                                       |                                          |                                          |                                        |                                                |                                                                                             |                                                                                             |                                                    |                                                    |
|                                        |                                        |                        |                        |                   |                   |                        |                        |           |           |                                               |                                               |                   |                   |                  |                  |                            |                            |                                                                                   |                                                                                   |                                      |                                       |                                       |                                              |                                              |       |                         |                         |                                  |                                  |                                       |                                       |                                          |                                          |                                        |                                                |                                                                                             |                                                                                             |                                                    |                                                    |
| Filippo                                | Filippo                                | Francesco Gonfaloniere | Francesco Gonfaloniere | Tommaso Priore    | Tommaso Priore    |                        |                        |           |           |                                               |                                               | Benedetto Vescovo | Benedetto Vescovo |                  |                  |                            |                            |                                                                                   |                                                                                   |                                      | Piero sp. Caterina di Niccolò Strozzi | Piero sp. Caterina di Niccolò Strozzi |                                              |                                              |       |                         | Jacopo Priore           | Jacopo Priore                    |                                  |                                       |                                       | Domenico sp. Nanna di Giovanni Abecinghi | Domenico sp. Nanna di Giovanni Abecinghi | Francesco Priore                       | Francesco Priore                               | Agnolo Priore e Gonfaloniere sp. Antonia di Bicci de' Medici                                | Agnolo Priore e Gonfaloniere sp. Antonia di Bicci de' Medici                                |                                                    |                                                    |
|                                        |                                        |                        |                        |                   |                   |                        |                        |           |           |                                               |                                               |                   |                   |                  |                  |                            |                            |                                                                                   |                                                                                   |                                      |                                       |                                       |                                              |                                              |       |                         |                         |                                  |                                  |                                       |                                       |                                          |                                          |                                        |                                                |                                                                                             |                                                                                             |                                                    |                                                    |
|                                        |                                        |                        |                        |                   |                   |                        |                        |           |           |                                               |                                               |                   |                   |                  |                  |                            |                            |                                                                                   |                                                                                   |                                      |                                       |                                       |                                              |                                              |       |                         |                         |                                  |                                  |                                       |                                       |                                          |                                          |                                        |                                                |                                                                                             |                                                                                             |                                                    |                                                    |
| Lisa sp. Arrigo di Davanzato Davanzati | Lisa sp. Arrigo di Davanzato Davanzati | Neri                   | Neri                   | Giovanni Battista | Giovanni Battista | Matteo                 | Matteo                 |           |           |                                               |                                               |                   |                   |                  |                  |                            |                            |                                                                                   |                                                                                   | Niccolò sp. Lucrezia di Manno Donati | Niccolò sp. Lucrezia di Manno Donati  | Luigi                                 | Luigi                                        | Piero                                        | Piero | Francesca sp. ? Davizzi | Francesca sp. ? Davizzi | Lisa sp. Lepre di Jacopo Alberti | Lisa sp. Lepre di Jacopo Alberti | Sandra sp. Bernardo di Jacopo Alberti | Sandra sp. Bernardo di Jacopo Alberti | Dianora sp. Domenico di Giovanni Lenzi   | Dianora sp. Domenico di Giovanni Lenzi   | Giovanni sp. Caterina ?                | Giovanni sp. Caterina ?                        | Bernardo sp. Selvaggia ? (1), Sandra di Martino Bardi (2)                                   | Bernardo sp. Selvaggia ? (1), Sandra di Martino Bardi (2)                                   | Giovanna sp. Ser Nicola di Ser Ventura San Remigio | Giovanna sp. Ser Nicola di Ser Ventura San Remigio |
|                                        |                                        |                        |                        |                   |                   |                        |                        |           |           |                                               |                                               |                   |                   |                  |                  |                            |                            |                                                                                   |                                                                                   |                                      |                                       |                                       |                                              |                                              |       |                         |                         |                                  |                                  |                                       |                                       |                                          |                                          |                                        |                                                |                                                                                             |                                                                                             |                                                    |                                                    |
|                                        |                                        |                        |                        |                   |                   |                        |                        |           |           |                                               |                                               |                   |                   |                  |                  |                            |                            |                                                                                   |                                                                                   |                                      |                                       |                                       |                                              |                                              |       |                         |                         |                                  |                                  |                                       |                                       |                                          |                                          |                                        |                                                |                                                                                             |                                                                                             |                                                    |                                                    |
|                                        |                                        |                        |                        |                   |                   | Giuliano sp. Ginevra ? | Giuliano sp. Ginevra ? |           |           |                                               |                                               |                   |                   |                  |                  |                            |                            | Piero Priore sp. Oretta di Giovanni Arrighi (1), Alessandra di Bernardo Segni (2) | Piero Priore sp. Oretta di Giovanni Arrighi (1), Alessandra di Bernardo Segni (2) | Margherita                           | Margherita                            | Caterina                              | Caterina                                     |                                              |       |                         |                         |                                  |                                  |                                       |                                       |                                          |                                          |                                        | Francesco sp. Lagia di Gherardo de Frescobaldi | Francesco sp. Lagia di Gherardo de Frescobaldi                                              | Giovanni sp. Francesca di Base Magalotti                                                    | Giovanni sp. Francesca di Base Magalotti           |                                                    |
|                                        |                                        |                        |                        |                   |                   |                        |                        |           |           |                                               |                                               |                   |                   |                  |                  |                            |                            |                                                                                   |                                                                                   |                                      |                                       |                                       |                                              |                                              |       |                         |                         |                                  |                                  |                                       |                                       |                                          |                                          |                                        |                                                |                                                                                             |                                                                                             |                                                    |                                                    |
|                                        |                                        |                        |                        |                   |                   |                        |                        |           |           |                                               |                                               |                   |                   |                  |                  |                            |                            |                                                                                   |                                                                                   |                                      |                                       |                                       |                                              |                                              |       |                         |                         |                                  |                                  |                                       |                                       |                                          |                                          |                                        |                                                |                                                                                             |                                                                                             |                                                    |                                                    |
| Simone                                 | Simone                                 | Marietta               | Marietta               | Donato            | Donato            | Matteo                 | Matteo                 | Nicoletta | Nicoletta | Margherita                                    | Margherita                                    | Giovanni          | Giovanni          | Lodovico Vescovo | Lodovico Vescovo | Giuliano Nunzio apostolico | Giuliano Nunzio apostolico | Caterina sp. Giovanni Acciaiuoli                                                  | Caterina sp. Giovanni Acciaiuoli                                                  | Niccolò Cardinale                    | Niccolò Cardinale                     | Neri                                  | Neri                                         |                                              |       |                         |                         |                                  |                                  |                                       |                                       |                                          |                                          |                                        | Lorenzo sp. Nanna di Giuliano Biliotti         | Lorenzo sp. Nanna di Giuliano Biliotti                                                      | Bese sp. Dianora di Roberto Spini                                                           | Bese sp. Dianora di Roberto Spini                  |                                                    |
|                                        |                                        |                        |                        |                   |                   |                        |                        |           |           |                                               |                                               |                   |                   |                  |                  |                            |                            |                                                                                   |                                                                                   |                                      |                                       |                                       |                                              |                                              |       |                         |                         |                                  |                                  |                                       |                                       |                                          |                                          |                                        |                                                |                                                                                             |                                                                                             |                                                    |                                                    |
|                                        |                                        |                        |                        |                   |                   |                        |                        |           |           |                                               |                                               |                   |                   |                  |                  |                            |                            |                                                                                   |                                                                                   |                                      |                                       |                                       |                                              |                                              |       |                         |                         |                                  |                                  |                                       |                                       |                                          |                                          |                                        |                                                |                                                                                             |                                                                                             |                                                    |                                                    |
|                                        |                                        |                        |                        |                   |                   |                        |                        |           |           |                                               |                                               |                   |                   |                  |                  |                            |                            |                                                                                   |                                                                                   |                                      | Piero                                 | Piero                                 | Margherita sp. Braccio d'Albertaccio Alberti | Margherita sp. Braccio d'Albertaccio Alberti |       |                         |                         |                                  |                                  |                                       |                                       |                                          |                                          | Andrea sp. Margherita d'Angelo Strozzi | Andrea sp. Margherita d'Angelo Strozzi         | Francesco sp. Lisabetta di Benedetto Covoni                                                 | Francesco sp. Lisabetta di Benedetto Covoni                                                 |                                                    |                                                    |
|                                        |                                        |                        |                        |                   |                   |                        |                        |           |           |                                               |                                               |                   |                   |                  |                  |                            |                            |                                                                                   |                                                                                   |                                      |                                       |                                       |                                              |                                              |       |                         |                         |                                  |                                  |                                       |                                       |                                          |                                          |                                        |                                                |                                                                                             |                                                                                             |                                                    |                                                    |
|                                        |                                        |                        |                        |                   |                   |                        |                        |           |           |                                               |                                               |                   |                   |                  |                  |                            |                            |                                                                                   |                                                                                   |                                      |                                       |                                       |                                              |                                              |       |                         |                         |                                  |                                  |                                       |                                       |                                          |                                          |                                        |                                                |                                                                                             |                                                                                             |                                                    |                                                    |
|                                        |                                        |                        |                        |                   |                   |                        |                        |           |           |                                               |                                               |                   |                   |                  |                  |                            |                            |                                                                                   |                                                                                   |                                      | Luigi                                 | Luigi                                 |                                              |                                              |       |                         |                         |                                  |                                  |                                       |                                       |                                          |                                          | Ramo dell'Aquila ·                     | Ramo dell'Aquila ·                             | Lucrezia sp. Andrea di Carlo Cambini (1), Pietro Gondi (2), Tommaso di Giuliano Martini (3) | Lucrezia sp. Andrea di Carlo Cambini (1), Pietro Gondi (2), Tommaso di Giuliano Martini (3) |                                                    |                                                    |

### Ramo dell'Aquila
Genealogia del ramo dell'Aquila (nato con Andrea nel XVI secolo ed estinto con Filippo nel XVIII):
|                                 |                                                 |                                                 |                                           |                                           |          |                                                |                                                |       |          |                                        |                   |            |                            |                                  |                                  |                              |                         |                                         |                                         |                          |                          |                       |                       |
|                                 |                                                 |                                                 |                                           |                                           |          |                                                |                                                |       |          | Andrea sp. Margherita d'Angelo Strozzi |                   |            |                            |                                  |                                  |                              |                         |                                         |                                         |                          |                          |                       |                       |
|                                 |                                                 |                                                 |                                           |                                           |          |                                                |                                                |       |          |                                        |                   |            |                            |                                  |                                  |                              |                         |                                         |                                         |                          |                          |                       |                       |
|                                 |                                                 |                                                 |                                           |                                           |          |                                                |                                                |       |          |                                        |                   |            |                            |                                  |                                  |                              |                         |                                         |                                         |                          |                          |                       |                       |
|                                 | Pietro Maria                                    | Pietro Maria                                    | Cosimo sp. Laudomia di Colantonio Cocullo | Cosimo sp. Laudomia di Colantonio Cocullo |          | Marta sp. Gian Girolamo Agnifili del Cardinale | Marta sp. Gian Girolamo Agnifili del Cardinale |       | Vittoria | Vittoria                               |                   | Alessandro | Alessandro                 |                                  | Vincenzo sp. Oridia de Rosis     | Vincenzo sp. Oridia de Rosis |                         |                                         |                                         | Massimino (o Massimiano) | Massimino (o Massimiano) |                       |                       |
|                                 |                                                 |                                                 |                                           |                                           |          |                                                |                                                |       |          |                                        |                   |            |                            |                                  |                                  |                              |                         |                                         |                                         |                          |                          |                       |                       |
|                                 |                                                 |                                                 |                                           |                                           |          |                                                |                                                |       |          |                                        |                   |            |                            |                                  |                                  |                              |                         |                                         |                                         |                          |                          |                       |                       |
|                                 | Lorenzo sp. Maria di Torquato Bernal de Buitron | Lorenzo sp. Maria di Torquato Bernal de Buitron | Antonio                                   | Antonio                                   | Andrea   | Andrea                                         |                                                |       |          |                                        |                   |            | Filippo sp. Giovanna Carli | Filippo sp. Giovanna Carli       | Amico Carlo                      | Amico Carlo                  | Barbara                 | Barbara                                 | Domenico                                | Domenico                 | Giuseppe                 | Giuseppe              |                       |
|                                 |                                                 |                                                 |                                           |                                           |          |                                                |                                                |       |          |                                        |                   |            |                            |                                  |                                  |                              |                         |                                         |                                         |                          |                          |                       |                       |
|                                 |                                                 |                                                 |                                           |                                           |          |                                                |                                                |       |          |                                        |                   |            |                            |                                  |                                  |                              |                         |                                         |                                         |                          |                          |                       |                       |
| Carlo cavaliere di San Giovanni | Carlo cavaliere di San Giovanni                 | Laudomia sp. Camillo Benedetti                  | Laudomia sp. Camillo Benedetti            | Vincenzo                                  | Vincenzo | Antonio                                        | Antonio                                        | Diego | Diego    | Francesco Saverio                      | Francesco Saverio | Giuseppe   | Giuseppe                   | Oridia                           | Oridia                           | Margherita                   | Margherita              | Giampietro Antonio sp. Lucrezia Franchi | Giampietro Antonio sp. Lucrezia Franchi | Laura                    | Laura                    | Giuseppe              | Giuseppe              |
|                                 |                                                 |                                                 |                                           |                                           |          |                                                |                                                |       |          |                                        |                   |            |                            |                                  |                                  |                              |                         |                                         |                                         |                          |                          |                       |                       |
|                                 |                                                 |                                                 |                                           |                                           |          |                                                |                                                |       |          |                                        |                   |            |                            |                                  |                                  |                              |                         |                                         |                                         |                          |                          |                       |                       |
|                                 |                                                 |                                                 |                                           |                                           |          |                                                |                                                |       |          |                                        |                   |            |                            | Filippo sp. Lucia Eroli di Narni | Filippo sp. Lucia Eroli di Narni | Francesco morto infante      | Francesco morto infante | Carlo Nicola ecclesiastico              | Carlo Nicola ecclesiastico              | Francesco ecclesiastico  | Francesco ecclesiastico  | Lorenzo ecclesiastico | Lorenzo ecclesiastico |